# Xyronotus aztecus
Xyronotus aztecus är en insektsart som beskrevs av Henri Saussure 1884. Xyronotus aztecus ingår i släktet Xyronotus och familjen Xyronotidae. Inga underarter finns listade i Catalogue of Life.